# Mentiras (canción de Daniela Romo)
«Mentiras» es el título de una canción escrita por el cantautor italiano Danilo Vaona y producida por Gian Pietro Felisatti y coproducida por Miguel Blasco e interpretada por la cantautora y actriz mexicana Daniela Romo. Fue lanzada como el tercer sencillo de su álbum de estudio debut oficial del mismo nombre (1983).

## Rendimiento en listas
La canción debutó en la lista de Billboard Hot Latin Tracks en el número 20 el 3 de septiembre de 1983 y se mantuvo quedando así por dos semanas consecutivas.
Además se mantuvo por dos meses en el número 1 en México, siendo superado por el otro sencillo, «Celos», canción escrita por José Luis Perales, que se mantuvo durante 4 meses en el número 1.
| Lista (1983)                    | Máxima posición |
| ------------------------------- | --------------- |
| U.S. Billboard Hot Latin Tracks | 20              |
| México Notitas Musicales        | 4               |